# Cyclommatus mniszechi tonkinensis
Cyclommatus mniszechi tonkinensis es una subespecie de coleóptero de la familia Lucanidae.

## Distribución geográfica
Habita en Vietnam.